# Отто Борманн
Отто Борманн (нім. Otto Bohrmann) — кавалер Лицарського хреста Хреста Воєнних заслуг.

## Нагороди
- Хрест Воєнних заслуг 2-го і 1-го класу
- Лицарський хрест Хреста Воєнних заслуг (21 лютого 1945)[1]